# Jamie Reeves
Jamie Reeves (ur. 3 maja 1962) – angielski profesjonalny strongman.
Jeden z najlepszych brytyjskich strongmanów w historii tego sportu. Mistrz Wielkiej Brytanii Strongman w latach 1988, 1989, 1992 i 1998 r. Mistrz Europy Strongman w latach 1988 i 1989. Mistrz Świata Strongman w roku 1989.

## Życiorys
Jamie Reeves pracował jako górnik, zanim został zawodowym siłaczem. W latach 1990 i 1991 nie uczestniczył w zawodach z powodu kontuzji. Po zakończeniu kariery siłacza został sędzią zawodów siłaczy.
Uczestniczył dziewięciokrotnie w indywidualnych Mistrzostwach Europy Strongman.
Klasyfikacja w indywidualnych Mistrzostwach Europy Strongman:
| Rok     | 1987 | 1988 | 1989 | 1992 | 1993 | 1994 | 1995 | 1996 | 1997 |
| ------- | ---- | ---- | ---- | ---- | ---- | ---- | ---- | ---- | ---- |
| Pozycja | 4.   |      |      |      |      | 5.   | 5.   | 8.   | 9.   |

Wziął udział trzykrotnie w indywidualnych Mistrzostwach Świata Strongman, w latach 1988, 1989 i 1992. W Mistrzostwach Świata Strongman 1989 zdobył dla Wielkiej Brytanii trzeci w historii tytuł Mistrza Świata Strongman.
Klasyfikacja w indywidualnych Mistrzostwach Świata Strongman:
| Rok     | 1988 | 1989 | 1992 |
| ------- | ---- | ---- | ---- |
| Pozycja |      |      |      |

Wymiary:
- wzrost 190,5 cm
- waga 146 kg
- biceps 56 cm
- klatka piersiowa 152 cm
- BMI 40,2

## Osiągnięcia strongman
- 1987
  - 1. miejsce - Mistrzostwa Anglii Strongman
  - 4. miejsce - Mistrzostwa Europy Strongman 1987
- 1988
  - 1. miejsce - Mistrzostwa Anglii Strongman
  - 1. miejsce - Mistrzostwa Wielkiej Brytanii Strongman
  - 1. miejsce - Mistrzostwa Europy Strongman 1988
  - 3. miejsce - Mistrzostwa Świata Strongman 1988
- 1989
  - 1. miejsce - Mistrzostwa Anglii Strongman
  - 1. miejsce - Mistrzostwa Wielkiej Brytanii Strongman
  - 1. miejsce - Mistrzostwa Europy Strongman 1989
  - 2. miejsce - Mistrzostwa World Muscle Power
  - 1. miejsce - Mistrzostwa Świata Strongman 1989
- 1991
  - 2. miejsce - Mistrzostwa World Muscle Power
- 1992
  - 1. miejsce - Mistrzostwa Anglii Strongman
  - 1. miejsce - Mistrzostwa Wielkiej Brytanii Strongman
  - 3. miejsce - Mistrzostwa Europy Strongman 1992
  - 1. miejsce - Mistrzostwa World Muscle Power
  - 2. miejsce - Mistrzostwa Świata Strongman 1992
- 1993
  - 1. miejsce - Mistrzostwa Anglii Strongman
  - 3. miejsce - Mistrzostwa Europy Strongman 1993
- 1994
  - 1. miejsce - Mistrzostwa Anglii Strongman
  - 5. miejsce - Mistrzostwa Europy Strongman 1994
- 1995
  - 1. miejsce - Mistrzostwa Anglii Strongman
  - 5. miejsce - Mistrzostwa Europy Strongman 1995
- 1996
  - 1. miejsce - Mistrzostwa Anglii Strongman
  - 8. miejsce - Mistrzostwa Europy Strongman 1996
- 1997
  - 1. miejsce - Mistrzostwa Anglii Strongman
  - 9. miejsce - Mistrzostwa Europy Strongman 1997
  - 4. miejsce - Drużynowe Mistrzostwa Świata Par Strongman 1997
- 1998
  - 1. miejsce - Mistrzostwa Wielkiej Brytanii Strongman
  - 10. miejsce - Drużynowe Mistrzostwa Świata Par Strongman 1998